# Astrotrichilia parvifolia
Astrotrichilia parvifolia là một loài thực vật có hoa trong họ Meliaceae. Loài này được J.-F.Leroy & Lescot mô tả khoa học đầu tiên năm 1996.